# فريدي مكلينان
فريدي مكلينان (بالإنجليزية: Freddie McLennan)‏ هو لاعب اتحاد الرغبي أيرلندي، ولد في 8 فبراير 1951 في دبلن في جمهورية أيرلندا.

## وصلات خارجية
- فريدي مكلينان عل موقع إسبنسكروم (الإنجليزية)